# You Don't Know (Eminem, 50 Cent, Lloyd Banks en Cashis)
You Don't Know is een single van de rappers Eminem, 50 Cent, Lloyd Banks en Cashis. Het was de eerste single van het album Eminem Presents: The Re-Up. 

## Charts
| Chart (2006)                         | Hoogste positie |
| ------------------------------------ | --------------- |
| Ierland                              | 5               |
| UK Singles Chart                     | 32              |
| U.S. Billboard Hot 100               | 12              |
| U.S. Billboard Hot R&B/Hip-Hop Songs | 87              |
| U.S. Billboard Pop 100               | 16              |